# 12 Рака
12 Рака (лат. 12 Cancri) — звезда, которая находится в созвездии Рака. Это жёлто-белая звезда спектрального класса F, карлик главной последовательности.

## Наблюдение
Звезда расположена в северном полушарии вблизи небесного экватора, что делает её доступной для наблюдения с любой точки Земли, кроме Антарктиды. Её видимая величина составляет +6,2, это говорит о том, что её нельзя увидеть невооружённым глазом.
Наилучший период для наблюдения 12 Рака складывается с декабря по май.

## Физические характеристики
12 Рака является звездой главной последовательности жёлто-белого цвета. Её абсолютная величина +1,59. Звезда удаляется от Солнца.